# Luis Zepeda

Luis Alberto Zepeda Pineda (San Pedro Sula, 16 de julio de 1993) es un futbolista de nacionalidad hondureña. Juega de volante, y su primer equipo fue el Club Deportivo Victoria. Actualmente juega en el Club Deportivo Victoria de Honduras.

## Clubes
| Club                    | País     | Año           |
| ----------------------- | -------- | ------------- |
| Club Deportivo Victoria | Honduras | 2013-Presente |

- Datos: Q16302602